# 藤沢市立湘洋中学校
藤沢市立湘洋中学校（ふじさわしりつ しょうようちゅうがっこう）は、神奈川県藤沢市南部にある公立中学校である。2005年より2学期制となっている。主に辻堂小学校、鵠南小学校、鵠洋小学校を卒業した生徒が入学する。

## 概要
住所では辻堂東海岸になっているが、東門から鵠沼海岸までは3mしかない。
湘南の海岸線（国道134号線）沿いに位置しており、校舎の3・4階からは相模湾や江ノ島、富士山、箱根、伊豆、丹沢などを望むことができる。
藤沢市内の中で1番校庭が広く部活動が盛ん。県内の中でも保護者が通わせたい人気な中学とされている。

## 沿革
（沿革節の主要な出典は公式サイト）
- 1956年（昭和31年） - 旧電気通信大学藤沢分校の木造校舎を改修し、校地7270坪で湘洋中の開校が決定。職員13人をもって開校。
- 1958年（昭和33年） - 第1期工事が行われる（鉄筋3階6教室）。
- 1959年（昭和34年） - 校歌が制定される。
- 1960年（昭和35年） - 第2期増築工事が行われる（理科、図書、音楽室）。
- 1962年（昭和37年） - 第4期増築工事が行われる（北館）。
- 1963年（昭和38年） - 第5期増築工事が行われる（技術、家庭科、理科、音楽室、3教室）。
- 1965年（昭和40年） - 体育館が落成。
- 1971年（昭和46年） - 完全給食開始。
- 1973年（昭和48年） - 藤沢市立湘洋中学校が分離し、藤沢市立高浜中学校が開校。
- 1978年（昭和53年） - 給食廃止。
- 1995年（平成7年） - パソコン室が完成。
- 2006年（平成18年） - 創立50周年。記念誌と記念旗が作成された。
- 2017年（平成29年）- 避難校舎が完成。
- 2019年（平成31年） - 一部トイレの更新完了。
- 2019年（令和元年） - 10月から希望の生徒のみ藤沢市によるデリバリー式の給食が開始。弁当店「サンドーレ」によるサンドイッチ、弁当の配達は残存。

### 設備
パソコン室にはWindows 10のパソコンが40台（教職員用含めると41台）、プリンター（2台）、プロジェクターがある。パソコンはデスクトップ型で、2019年夏に旧型(Windows 7)から新型に入れ替えられた。
また、校庭や体育館以外に独立してテニスコートが2面、バスケットボールコート（屋外）、バレーボールコート（屋外）がある。
すべての普通教室とほとんどの特別教室にエアコンがある。さらに、2017年度より新校舎として南棟が設立された。
新校舎の1階には玄関があり(通常は閉鎖)、避難階段の入り口が門のそばにある。また、ピロティが設置されている。2階から4階までは教室がある。
2階は普通教室が2つと、多目的室、男/女・みんなのトイレがある。天井高さはかなり高い。
3階には備蓄倉庫と少人数教室A/Bがある。また、男/女トイレがある。天井高さは旧校舎合わせで、低い。
4階には普通教室が3つある。天井高さは高く、開放的。
新校舎には1Fから4Fまでのエレベーターが設置されている。

## 普通教室
普通教室は旧校舎と新校舎の双方にある。
2階
- 主に1年生が使う。新校舎は3年生が使用する。

3階
- 旧校舎西棟は2年生が使う。東棟は3年生が使用する。新校舎は少人数教室と備蓄倉庫がある。

4階(新校舎)
- 3教室ある。3年生が使用する。

## 特別教室
旧校舎と新校舎双方にある。
理科
- 第1理科室
- 第2理科室

音楽科
- 第1音楽室(体育館側)
- 第2音楽室(西側)

家庭科
- 調理室(体育館側)
- 被服室(西側)

技術科
- 技術科室(東棟1階)
- PC室(東棟2階)

体育科
- 体育館

美術科
- 第1美術室
- 第2美術室

少人数教室
- 少人数教室A　少人数教室B(共に新校舎3階)

多目的室
- 多目的室(新校舎2階)

その他
- 視聴覚室
- 放送室
- 図書室

## 部活動
文化部　(活動場所)
- 器楽部　(第2音楽室)
- 科学部　(第2理科室)
- 華道部　(図 書 室)
- 演劇部　(和室)
- 美術部　(第1美術室)
- 写真部　(写真部室)
- 合唱部　(第1音楽室)　（現在廃止）
- 家庭部　(被 服 室)

運動部
- 陸上競技部（男女）
- サッカー部（男女）
- バレーボール部（男女）
- 剣道部（男女）
- バスケットボール部（男女）
- ソフトテニス部（男女）
- 軟式野球部（男子）
- バドミントン部（男女）
- 卓球部（男女）
- ソフトボール部（女子）

## 委員会
生徒会(会長1名、副会長男女各1名、書記各学年2名)
- 生徒会本部

学級委員会(各クラス男女各1名)
- 1年学級委員会
- 2年学級委員会
- 3年学級委員会

専門委員会(各クラス男女各1名ずつ　※放送は除く)
- 美化委員会
- 保健委員会
- 体育委員会
- 放送委員会
- 新聞委員会
- 緑化委員会

特別委員会
- スクールバディー（2021年から廃止）

実行委員会
- 文化祭実行委員会(各クラス2名)
- 体育祭実行委員会(各クラス2名)
- 選挙管理委員会(各クラス1名)

　その他（総会、評議会ともに議長1名副議長2名の構成）
・生徒総会
・全校評議会（生徒会役員、学級委員、各委員会委員長、部長をもって構成する）
　生徒総会は年に1回、全校評議会は月に1回開催される。

## 行事
行事は5月頃に行う八ヶ岳体験教室（1年生）と6月に行う修学旅行（3年生）、5月の体育祭、9月の文化祭、10月の合唱祭などがある。 
- 体育祭…全学年で7ブロックに分け、ブロック対抗で行う。
  - 2017年度から全学年8クラスとなり、8ブロックへと変更された。 2020年度からは全学年7クラスとなり、7ブロックへと変更された。
- 文化祭…通称「湘風祭(しょうふうさい)」。 文化部や学年総合などのステージ発表や自由研究の展示などがある。

　2007年度まで文化祭の名称だったが、2008年から文化部発表会に名称変更。また、2012年文化祭に再変更。
- 合唱祭…コンクールではない。市民会館で行う。（以前の合唱コンクールは、3学年・計3日間で江ノ島内の神奈川県立かながわ女性センターで行われていた）

　2007年度から3年生の最優秀クラスによるアンコールが行われるようになった。
- 八ヶ岳野外体験教室…1年次。八ヶ岳で2泊3日で行う。
- 職業体験…2年次。
- 修学旅行…3年次。近年は京都・広島方面へ2泊3日の日程で行う。(2022年度からは京都・奈良方面に変更)
- あいさつ運動…生徒会などが朝、校門に立って挨拶をする。
- マラソン大会…12月に行う。学校の前の海岸からスタートし、茅ヶ崎海岸までを往復する。砂浜上がコースとなる。（現在廃止）
- 餅つき大会…3月に実施。（現在廃止）
- My Enoshima…1年次。江ノ島で行う。（現在廃止）

## 校歌
- 1959年（昭和34年） 制定
- 作詞:勝承夫
- 作曲:平井康三郎

　また、「浜辺の歌」が第2の校歌として歌われている(辻堂海岸が作詞場所とされているため)。

## 進学前小学校
- 藤沢市立辻堂小学校
- 藤沢市立鵠洋小学校（一部は藤沢市立鵠沼中学校へ）
- 藤沢市立鵠南小学校（一部は藤沢市立鵠沼中学校へ）

## 交通

### JR
- 東海道線辻堂駅から道のり約2.5km。不動産表記なら、徒歩32分。

### バス
- JR辻堂駅より江ノ電バスJ3系統「鵠沼車庫前」行き(所要約10分)湘洋中学校前バス停から徒歩2分

## 著名な出身者
- ちあきなおみ - 元歌手（中学2年の時、大田区立大森第三中学校へ転校）
- 扇一平 - 文化放送アナウンサー
- 大島武 - 経営学者、大島渚長男
- 高岡早紀 - 俳優
- 森知子 - 元チェキッ娘
- 志村幸美 - 俳優、元劇団四季
- 石井美樹 - バレーボール選手
- 鶴見聡貴 - サッカー選手
- 見木友哉 - サッカー選手
- 藤田雄士 - サッカー選手
- 福井紳一 - 予備校講師
- 森山孔介 - プロ野球選手
- 伊藤誠道 - プロゴルファー
- 都筑有夢路 - サーファー
- 白石隼也 - 俳優、タレント
- リエゾンミサ - 起業家、日本茶アドバイザー、料理家、貼り絵作家
- 武藤恵子 - カヌー選手（1996年アトランタオリンピック出場）
- 遠藤光莉 - アイドル (櫻坂46二期生)